# Predrag Golubović
Pour les articles homonymes, voir Golubović.
Predrag Golubović, né le 25 juin 1935 à Sarajevo (Royaume de Yougoslavie) et mort le 18 juillet 1994 à Belgrade (Yougoslavie), est un réalisateur et scénariste serbe.
Il est le père du réalisateur Srdan Golubović.

## Biographie
Predrag Golubović a dirigé plus de vingt-cinq films entre 1964 et 1986. Son film Une saison de paix à Paris (1981) a été présenté au 12e Festival international du film de Moscou, en  1981, où il a remporté un Prix spécial.

## Filmographie (comme réalisateur)
- 1966 : Mala svetlost
- 1967 : Oruzje
- 1968 : Nedelja
- 1969 : Ratnik
- 1969 : 1918-1968
- 1970 : Slika poslednje planete
- 1970 : Na probe
- 1970 : Kaznjenik u uniformi
- 1971 : Smrt paora Djurice
- 1971 : Slike rata
- 1971 : Zastita organa za disanje u industriji, rudarstvu, poljoprivredi i drugim granama privrede
- 1971 : Zastita od RBH kontaminacije
- 1971 : Detekcija bojnih otrova
- 1971 : Dekontaminacija bojnih otrova
- 1971 : 'Sloboda' - Kula
- 1972 : Tisine
- 1972 : Repeticija
- 1972 : Higijenske navike vojnika
- 1973 : Biografija Jozefa Sulca
- 1973 : Bombasi
- 1974 : Manifest za slobodu
- 1974 : Crveni udar
- 1978 : U predahu
- 1978 : Destinées (Sudbine)
- 1981 : Une saison de paix à Paris (Sezona mira u Parizu)
- 1982 : Progon
- 1984 : Protiv struje
- 1985 : Soldatska balada
- 1986 : Dobrovoljci